# Nuoto ai campionati mondiali di nuoto 2023 - 100 metri dorso maschili
La gara di nuoto dei 100 metri dorso maschili dei campionati mondiali di nuoto 2023 è stata disputata il 24 e 25 luglio 2023 presso il Marine Messe Fukuoka di Fukuoka. Vi hanno preso parte 62 atleti provenienti da 56 nazioni.
La competizione è stata vinta dal nuotatore statunitense Ryan Murphy, mentre l'argento e il bronzo sono andati rispettivamente all'italiano Thomas Ceccon e allo statunitense Hunter Armstrong.

## Podio
| Posizione | Atleta           | Nazionalità |
| --------- | ---------------- | ----------- |
| Oro       | Ryan Murphy      | Stati Uniti |
| Argento   | Thomas Ceccon    | Italia      |
| Bronzo    | Hunter Armstrong | Stati Uniti |

## Programma
| Data           | Ora (UTC+9) | Turno      |
| -------------- | ----------- | ---------- |
| 24 luglio 2023 | 10:51       | Batterie   |
| 24 luglio 2023 | 20:17       | Semifinali |
| 25 luglio 2023 | 20:59       | Finale     |

## Record
Prima della competizione il record del mondo e il record dei campionati erano i seguenti:
| Record mondiale       | 51"60 | Thomas Ceccon Italia | 20 giugno 2022 Budapest, Ungheria |
| Record dei campionati | 51"60 | Thomas Ceccon Italia | 20 giugno 2022 Budapest, Ungheria |

Nel corso della competizione non sono stati migliorati.

## Risultati

### Batterie
| Pos. | Batteria | Corsia | Atleta                    | Nazionalità             | Tempo   | Note             |
| ---- | -------- | ------ | ------------------------- | ----------------------- | ------- | ---------------- |
| 1    | 6        | 5      | Xu Jiayu                  | Cina                    | 52"87   | Q                |
| 2    | 7        | 1      | Hubert Kós                | Ungheria                | 53"12   | Q,               |
| 3    | 7        | 3      | Ksawery Masiuk            | Polonia                 | 53"15   | Q                |
| 4    | 6        | 4      | Ryan Murphy               | Stati Uniti             | 53"43   | Q                |
| 5    | 6        | 7      | Oliver Morgan             | Gran Bretagna           | 53"52   | Q                |
| 6    | 5        | 3      | Mewen Tomac               | Francia                 | 53"57   | Q                |
| 6    | 6        | 6      | Ole Braunschweig          | Germania                | 53"57   | Q                |
| 6    | 7        | 2      | Roman Mityukov            | Svizzera                | 53"57   | Q                |
| 9    | 5        | 6      | Hugo González de Oliveira | Spagna                  | 53"70   | Q                |
| 10   | 5        | 1      | João Costa                | Portogallo              | 53"71   | Q,               |
| 11   | 6        | 1      | Bradley Woodward          | Australia               | 53"72   | Q                |
| 12   | 7        | 7      | Kacper Stokowski          | Polonia                 | 53"81   | Q                |
| 13   | 6        | 2      | Andrew Jeffcoat           | Nuova Zelanda           | 53"82   | Q                |
| 14   | 7        | 4      | Thomas Ceccon             | Italia                  | 53"84   | Q                |
| 15   | 5        | 5      | Yohann Ndoye-Brouard      | Francia                 | 53"90   | Q                |
| 16   | 5        | 4      | Hunter Armstrong          | Stati Uniti             | 53"94   | Q                |
| 17   | 7        | 6      | Isaac Cooper              | Australia               | 53"95   |                  |
| 18   | 6        | 3      | Ryōsuke Irie              | Giappone                | 53"98   |                  |
| 19   | 7        | 5      | Apostolos Christou        | Grecia                  | 54"01   |                  |
| 20   | 5        | 8      | Lee Ju-ho                 | Corea del Sud           | 54"21   |                  |
| 21   | 5        | 2      | Benedek Kovács            | Ungheria                | 54"24   |                  |
| 22   | 6        | 8      | Conor Ferguson            | Irlanda                 | 54"36   |                  |
| 23   | 7        | 0      | Guilherme Basseto         | Brasile                 | 54"56   |                  |
| 24   | 6        | 0      | Tomáš Franta              | Rep. Ceca               | 54"50   |                  |
| 25   | 7        | 8      | Cameron Brooker           | Gran Bretagna           | 54"54   |                  |
| 26   | 5        | 7      | Javier Acevedo            | Canada                  | 54"58   |                  |
| 27   | 4        | 5      | Markus Lie                | Norvegia                | 54"66   |                  |
| 28   | 4        | 7      | Chuang Mu-lun             | Taipei cinese           | 54"95   | Record nazionale |
| 29   | 4        | 3      | Berke Saka                | Turchia                 | 55"09   |                  |
| 30   | 5        | 9      | Erikas Grigaitis          | Lituania                | 55"23   |                  |
| 31   | 7        | 9      | Srihari Nataraj           | India                   | 55"26   |                  |
| 32   | 4        | 4      | Quah Zheng Wen            | Singapore               | 55"30   |                  |
| 33   | 5        | 0      | Michael Laitarovsky       | Israele                 | 55"63   |                  |
| 34   | 4        | 6      | Andrei-Mircea Anghel      | Romania                 | 55"77   |                  |
| 35   | 4        | 1      | Diego Camacho Salgado     | Messico                 | 55"80   |                  |
| 36   | 4        | 2      | Ģirts Feldbergs           | Lettonia                | 55"91   |                  |
| 37   | 4        | 8      | Ziyad Ahmed               | Sudan                   | 56"02   |                  |
| 38   | 3        | 3      | Jack Kirby                | Barbados                | 56"08   |                  |
| 39   | 3        | 5      | Charles Hockin            | Paraguay                | 55"65   |                  |
| 40   | 3        | 8      | Maximillian Wilson        | Isole Vergini Americane | 56"65   |                  |
| 41   | 2        | 5      | Merdan Atayev             | Turkmenistan            | 56"96   |                  |
| 42   | 3        | 9      | Jack Harvey               | Bermuda                 | 57"04   |                  |
| 43   | 4        | 9      | Armin Lelle               | Estonia                 | 57"06   |                  |
| 44   | 3        | 6      | Noe Pantskhava            | Georgia                 | 57"10   |                  |
| 45   | 2        | 3      | Yazan Al-Bawwab           | Palestina               | 57"16   |                  |
| 46   | 2        | 6      | Denilson Cyprianos        | Zimbabwe                | 57"29   | Record nazionale |
| 47   | 3        | 0      | Davante Carey             | Bahamas                 | 57"50   |                  |
| 48   | 3        | 7      | Filippos Iakovidis        | Cipro                   | 57"51   |                  |
| 49   | 4        | 0      | Farrel Tangkas            | Indonesia               | 58"06   |                  |
| 50   | 3        | 2      | Lau Shiu Yue              | Hong Kong               | 58"21   |                  |
| 51   | 3        | 4      | Jerard Jacinto            | SMF                     | 58"40   |                  |
| 52   | 3        | 1      | Homer Abbasi              | Iran                    | 58"45   |                  |
| 53   | 2        | 4      | Zhulian Lavdaniti         | Albania                 | 58"48   |                  |
| 54   | 2        | 2      | Matthieu Ousmane Seye     | Senegal                 | 58"59   |                  |
| 55   | 1        | 4      | Mohamad Zubaid            | Kuwait                  | 59"56   |                  |
| 56   | 2        | 0      | Zeke Chan                 | Brunei                  | 59"61   |                  |
| 57   | 2        | 8      | Zackary Gresham           | Grenada                 | 59"68   |                  |
| 58   | 2        | 1      | Bede Aitu                 | Isole Cook              | 1'01"15 |                  |
| 59   | 1        | 3      | Omer Huraish              | Iraq                    | 1'03"15 |                  |
| 60   | 1        | 5      | Ali Imaan                 | Maldive                 | 1'04"98 |                  |
| 61   | 2        | 9      | Adnan Kabuye              | Uganda                  | 1'05"57 |                  |
|      | 2        | 7      | Erkhes Enkhtur            | Mongolia                | dq      |                  |
|      | 6        | 9      | Bernhard Reitshammer      | Austria                 | dns     |                  |

### Semifinali
| Pos. | Semifinale | Corsia | Atleta                    | Nazionalità   | Tempo | Note |
| ---- | ---------- | ------ | ------------------------- | ------------- | ----- | ---- |
| 1    | 1          | 1      | Thomas Ceccon             | Italia        | 52"16 | Q    |
| 2    | 2          | 4      | Xu Jiayu                  | Cina          | 52"42 | Q    |
| 3    | 1          | 5      | Ryan Murphy               | Stati Uniti   | 52"56 | Q    |
| 4    | 1          | 3      | Mewen Tomac               | Francia       | 52"86 | Q    |
| 5    | 2          | 8      | Yohann Ndoye-Brouard      | Francia       | 53"06 | Q    |
| 6    | 1          | 4      | Hubert Kós                | Ungheria      | 53"17 | Q    |
| 7    | 2          | 5      | Ksawery Masiuk            | Polonia       | 53"20 | Q    |
| 8    | 1          | 8      | Hunter Armstrong          | Stati Uniti   | 53"21 | Q    |
| 9    | 2          | 3      | Oliver Morgan             | Gran Bretagna | 53"26 |      |
| 10   | 1          | 6      | Roman Mityukov            | Svizzera      | 53"32 |      |
| 11   | 2          | 2      | Hugo González de Oliveira | Spagna        | 53"38 |      |
| 12   | 2          | 1      | Andrew Jeffcoat           | Nuova Zelanda | 53"46 |      |
| 13   | 2          | 7      | Bradley Woodward          | Australia     | 53"73 |      |
| 14   | 1          | 7      | Kacper Stokowski          | Polonia       | 53"96 |      |
| 15   | 2          | 6      | Ole Braunschweig          | Germania      | 54"00 |      |
| 16   | 1          | 2      | João Costa                | Portogallo    | 54"30 |      |

### Finale
| Pos.    | Corsia | Atleta               | Nazionalità | Tempo | Note |
| ------- | ------ | -------------------- | ----------- | ----- | ---- |
| Oro     | 3      | Ryan Murphy          | Stati Uniti | 52"22 |      |
| Argento | 4      | Thomas Ceccon        | Italia      | 52"27 |      |
| Bronzo  | 8      | Hunter Armstrong     | Stati Uniti | 52"58 |      |
| 4       | 5      | Xu Jiayu             | Cina        | 52"64 |      |
| 5       | 2      | Yohann Ndoye-Brouard | Francia     | 52"84 |      |
| 6       | 1      | Ksawery Masiuk       | Polonia     | 52"92 |      |
| 7       | 7      | Hubert Kós           | Ungheria    | 53"11 |      |
| 8       | 6      | Mewen Tomac          | Francia     | 53"16 |      |